# Безделушки (балет)
«Безделушки» (фр. Les Petits riens) — одноактный балет; автор либретто и балетмейстер Жан Жорж Новерр; композитор Вольфганг Амадей Моцарт. Первая постановка состоялась 11 июня 1778 года в Париже в Королевской академии музыки («Гранд-Опера»).
Это единственный балет Вольфганга Амадея Моцарта (1756—1791), других балетов он не сочинял. Свой единственный балет Моцарт сочинил по личной просьбе Новерра.

## Описание и история
Новерр стал реформатором балетного искусства, и тот современный балетный спектакль — заслуга Новерра. До его преобразований танец занимал второстепенную вспомогательную роль в оперных и драматических представлениях, не неся психологических образов и драматургического накала с развивающимся сюжетом — все это создал Новерр.
По задуманной идее Новерра, танец тоже может и должен нести собой драматургический сюжет, но выражается он не в словах, а в мимике и пантомиме. Старый танец был набором красивых, но ничего не значащих поз и движений. Новый — должен был стать цельным повествованием, Новерр ввел новый термин pas d’action — действенный балет. Для новых разработок Новерра требовалась совсем иная стилистика. До того танцоры выступали в масках, в тяжелых париках, в громоздких длинных костюмах — все это скрывало движения и не давало простор эмоциям артиста, его возможностям играть, создавать роль. Все эти тяжелые и несостоятельные атрибуты надлежало убрать: впервые балетные артисты вышли на сцену без масок, зрители видели перед собой обычные человеческие лица с отображающимися страстями, эмоциями — любовью, ненавистью, жалостью и всем комплексом человеческих чувств.
Принято считать, что первым новаторским произведением Новерра стала его постановка балета «Ясон и Медея» (фр. Jason et Médée) на музыку композитора Ж.-Ж. Родольфа в Штутгарте в Королевском театре (нем. Hoftheater) 11 февраля 1763 года в день рождения герцога Карла II Вюртембергского. Но, конечно, новаторским стало все творчество Новерра, и к своим разработкам он приходил постепенно. Кто-то восторженно воспринимал эти новшества, кто-то начисто их отметал, не желая признавать никаких веяний.
Старые танцы были прекрасны в свое время, но жизнь меняется и требует новых отображений; взламываются устаревшие и отжившие свое традиции — а на смену им приходят новые; поначалу они с трудом завоевывают дух и мысли, но постепенно, со временем, занимают все больше и больше места, пока сами не становятся традицией, а тогда на их место приходят новые идеи. Таково развитие жизни вообще, и касается это любой сферы человеческой деятельности.
Реформы всегда проходят трудно, так случилось и с Новерром: его замыслы встретили сопротивление со стороны консервативной труппы и театральных завсегдатаев, не желающих ничего менять. Очевидно, эта ставшая многолетней и постоянной борьба навела Новерра на идею создания балета-шутки, балета-прощания со старой стилистикой.
Вот за этим он и обратился к Моцарту, когда тот в сентябре 1777 года оказался на один день проездом в Париже, а тот отозвался, сочинив музыку к новому балету.
В новом балете Новерр с юмором и иронией представил старую стилистику танцев. Фраза Карла Маркса, которую он напишет лишь через 70 лет (1848, «К критике гегелевской философии права»): «Человечество смеясь расстается со своим прошлым» — как нельзя более подходит сюда. Комический балет «Безделушки» сыграл свою роль. Это был балет-прощание со старым стилем: поклон ему, пиетет, уважение — но побеждали юмор и ирония по отношению к отжившему, к тем к традициям, от которых пора уходить. Старомодный галантный танец со своей торжественной поступью во второй воловине XVIII века уступал место драматургическому балетному действию.

## Сюжет
Сюжет балета «Безделушки» состоит из трех небольших сцен-миниатюр. Первая сцена: пастушки ловят Купидона сетью и заключают в клетку. Вторая сцена: игра в жмурки. Третья сцена: Купидон заставляет двух пастушек ревновать третью, переодетую пастушком. Пастушок раскрывает свой секрет, слегка обнажая грудь. Заканчивалось представление разнообразными фигурами.

## Премьера
Премьера балета прошла в Париже, на сцене Королевской академии музыки (ныне «Гранд-Опера»), 11 июня 1778 г. одновременно с представлением оперы Никола Пиччинни «Le finte gemelle» — включаясь в оперный спектакль и завершая его. Первыми исполнителями в балете были: Мари Аллар, Мари-Мадлен Гимар, Жан Доберваль и Огюст Вестрис. Огюст Вестрис был самым молодым артистом в этом списке, он — сын выдающегося танцора Гаэтано Вестриса и танцовщицы Мари Аллар, тоже занятой в этом балете, — тогда только начинавший свою карьеру, в скором времени стал прославленным танцором и продолжателем балетной династии: его сын Арман Вестрис также был известным танцором.
Балет «Безделушки» был представлением специфическим, направленным на уход от традиций и установление новаторских хореографических реформ и, казалось бы, его сценическая жизнь не должна быть долгой. И действительно, на какое-то время он забылся. Однако оказалось, что в списке балетов он не затерялся и в начале XX века возродился вновь. К нему обращались и продолжают обращаться следующие поколения балетмейстеров. Для них это произведение, конечно, уже не несет тех функций новаторства, которые были важны для первой постановки — балет стал историей, всегда вызывающей интерес и вдохновляющей на новые прочтения классики.

## Последующие постановки
Последующие постановоки:
- 2 февраля 1914, балетмейстер Франсуа Амбосини, Театр Ла Монне, Брюссель
- 27 октября 1922, балетмейстер А. А. Горский, Москва, художник Ф. Ф. Федоровский, дирижёр Ю. Ф. Файер; исполнители — А. И. Абрамова, Л. М. Банк, М. В. Васильева, С. К. Невельская.
- 10 марта 1928, балетмейстер Фредерик Аштон; «Балле Рамбер», театр «Меркьюри», Лондон; исполнители — М. Рамбер, Ф. Аштон, П. Аргайл, X. Тернер и др.
- 1928, балетмейстер Нинет де Валуа; «Олд Вик», Лондон.
- 1931, балетмейстер Нинет де Валуа; «Вик-Уэллс балле», «Сэдлерс-Уэллс», Лондон.
- 1946, балетмейстер Р. Пейдж, «Балле рюс де Монте-Карло».
- 1956, балетмейстер М. Липинский, Оломоуц.
- 1974, балетмейстер Г. Д. Алексидзе (под названием «Балетный дивертисмент» в спектакле «Одноактные балеты»), Театр им. Кирова, Ленинград, СССР; исполнители: Ирина Колпакова, Сергей Бережной и др.
- 1974, балетмейстер М. Липинский, в спектакле «Хореографическая фантазия», Театр им. Палиашвили, Тбилиси, СССР.